# 憲兵訓練中心
憲兵訓練中心（英文全稱：Military Police Training Center，英文簡稱：MPTC），是一所位在臺灣新北市五股區的軍事專業訓練單位，前身為「憲兵學校」（英文全稱：Military Police School，英文簡稱：MPS），直屬管轄單位是中華民國國防部憲兵指揮部，現為中華民國軍事專業學校之一。

## 簡史

### 憲兵新兵訓練中心时期
1948年（民國37年）10月31日，憲兵教導第一團於上海黃埔江海運遷臺，在花蓮縣吉安鄉舉行12個連開訓。
1956年（民國45年）9月，於臺北市新南營區整編成立「憲兵訓練大隊」。1958年（民國47年）改組整編為「憲兵新兵訓練大隊」。1961年（民國50年）5月16日，擴大整編成立六個大隊，改名為「憲兵新兵訓練中心」。1965年（民國54年），移駐臺北縣泰山鄉泰安營區。1983年（民國72年）7月，移駐桃園縣龜山鄉慧敏營區。2004年（民國93年）11月2日，併入「憲兵學校」為「林口校區」。

### 憲兵學校时期
1924年11月27日，黄埔军校二期增设宪兵科，“派管理部主任顾祝同组织宪兵队”，地点是省城北校场陆军讲武堂旧址的黄埔军校“省分校”。1925年4月宪兵科开学，训练期限十一个月，1926年2月毕业。
1925年（民國14年）2月，國民政府於廣州黄埔本校附设憲兵訓練所，杭毅任所长。受训练者二百余人，至8月毕业时计二百四十一员，称为宪兵教练所第二期，也称为宪兵科第二期，简称“宪教二”。1926年7月还招学兵500名，训练四个月。
1936年（民國25年）03月1日於南京江寧擴編憲兵訓練所為憲兵學校。後因對日抗戰先後遷校湖南常德、芷江及四川、重慶等地。
1950年（民國49年），原派駐定海、配屬舟山群島防衛司令部之憲兵第九團第二營遷臺，奉准於臺北縣三重埔菜寮成立「憲兵幹部訓練班」（今新北市三重區光興國民小學） ，於臺北南機場成立軍士大隊（後改建為憲兵崇仁新村）。1953年（民國42年）07月，「憲兵學校」復校。1958年（民國47年），成立班隊指揮部。1970年（民國59年）05月，遷至臺北縣五股鄉（今新北市五股區）現址迄今。
2004年（民國93年）11月2日，合併「憲兵新兵訓練中心」為「憲兵學校林口校區」。
2013年（民國102年）3月8日，《憲兵學校組織規程》修正，憲兵學校校長編階由少將降編上校。
2014年6月4日，國防部令，《憲兵學校組織規程》廢止。

### 憲兵訓練中心时期
2014年（民國103年）4月1日，依據精粹案規劃，配合《軍事教育條例》之修正施行，銜稱改為「憲兵訓練中心」，其憲兵訓練種能及必要編組均予保留。而「林口校區」則改名為「龜山校區」。
2015年（民國104年），憲兵第205指揮部進駐龜山校區。
2016年（民國105年）9月，龜山校區陸續移防五股校本部，並轉交憲兵第205指揮部管理與使用。

## 歷史沿革
| 年   | 月日  | 事跡 |
| ---- | ----- | --- |
| 1925 | 10    | 憲兵訓練所於廣州設立。 |
| 1931 | -     | 創辦憲兵教練所。 |
| 1933 | 05    | 裁撤憲兵教練所，於南京江寧成立憲兵訓練所，憲兵司令谷正倫中將兼任所長。                                                                                              |
| 1936 | 3.1   | 憲兵訓練所擴編為憲兵學校，蔣中正為第一任校長，谷正倫中將為教育長。                                                                                                  |
| 1937 | -     | 對日抗戰爆發，先後遷校湖南常德、芷江及四川、重慶等地。 |
| 1948 | 10.31 | 憲兵教導第一團，於上海黃埔江海運轉進，在花蓮縣吉安鄉12個連開訓。 |
| 1950 | -     | 原派駐定海配屬舟山防衛部之憲兵第九團第二營轉進，奉准於臺北三重埔菜寮成立「憲兵幹部訓練班」（今新北市三重區光興國小） ，南機場成立軍士大隊（後改建為憲兵崇仁眷村）。 |
| 1953 | 7.1   | 復校校名「憲兵學校」，於臺北縣三重市（今新北市三重區） |
| 1956 | 9     | 臺北市新南營區，編成「憲兵訓練大隊」。 |
| 1958 | -     | 「憲兵學校」，成立斑隊指揮部。 |
| 1961 | 5.16  | 「憲兵訓練大隊」擴編成立六個大隊，改名為「憲兵新兵訓練中心」。 |
| 1965 |       | 「憲兵新兵訓練中心」，移址至臺北縣泰山鄉泰安營區。 |
| 1970 | 5     | 「憲兵學校」遷校，至臺北縣五股鄉（今新北市五股區）. |
| 1994 | 7     | 「憲兵新兵訓練中心」，遷入林口公西慧敏營區。 |
| 2004 | 11.2  | 合併林口憲兵訓練中心為「林口校區」 |
| 2013 | 3.8   | 憲兵學校組織規程修正，憲兵學校校長編階，由少將降編上校。 |
| 2014 | 4.1   | 銜稱改為「憲兵訓練中心」，「林口校區」改為「龜山校區」 |
| 2015 |       | 憲兵第205指揮部進駐「龜山校區」。 |
| 2016 | 09    | 「龜山校區」陸續移防遷入五股本部校區，由憲兵第205指揮部管理與使用。                                                                                                 |

## 歷任主官

### 校長
| 歷任     | 任期時間                     | 校長姓名        | 備註                                                                                             |
| -------- | ---------------------------- | --------------- | ------------------------------------------------------------------------------------------------ |
| 第一任   | 1936年3月1日—1947年9月30日   | 蔣中正 特級上將 |                                                                                                  |
| 第二任   | 1947年10月1日—1948年11月15日 | 張 鎮 中將      | 並兼任南京首都衛戍司令。                                                                         |
| 第三任   | 1948年11月16日—1949年7月31日 | 譚煜麟 少將     |                                                                                                  |
| 第四任   | 1949年8月1日—1957年5月31日   | 吳志勛 少將     | 原憲兵訓練所在臺北縣三重市（今新北市三重區） 恢復成立憲兵學校（在臺首任校長）                    |
| 第五任   | 1957年6月1日—1963年1月31日   | 王介艇 少將     |                                                                                                  |
| 第六任   | 1963年2月1日—1965年12月31日  | 丁挽瀾 少將     |                                                                                                  |
| 第七任   | 1966年1月1日—1969年5月31日   | 劉罄敵 少將     |                                                                                                  |
| 第八任   | 1969年6月1日—1971年8月31日   | 陳毓亮 少將     | 遷校至臺北縣五股鄉（今新北市五股區）。                                                           |
| 第九任   | 1971年9月1日—1974年6月30日   | 曹覺塵 少將     |                                                                                                  |
| 第十任   | 1974年7月1日—1977年1月31日   | 周漢成 少將     |                                                                                                  |
| 第十一任 | 1977年2月1日—1978年11月15日  | 施光宗 少將     |                                                                                                  |
| 第十二任 | 1978年11月16日—1981年9月6日  | 張子平 少將     |                                                                                                  |
| 第十三任 | 1981年9月7日—1983年11月30日  | 龔維朗 少將     |                                                                                                  |
| 第十四任 | 1983年12月1日—1985年5月31日  | 薄玉山 少將     |                                                                                                  |
| 第十五任 | 1985年6月1日—1986年9月30日   | 趙守文 少將     |                                                                                                  |
| 第十六任 | 1987年6月1日—1988年4月30日   | 楊雨村 少將     |                                                                                                  |
| 第十七任 | 1988年5月1日—1989年11月30日  | 邱忠男 少將     | 首位臺籍校長。                                                                                   |
| 第十八任 | 1989年12月1日—1991年3月31日  | 江昭麟 少將     |                                                                                                  |
| 第十九任 | 1991年4月1日—1994年4月30日   | 劉大鵬 少將     |                                                                                                  |
| 第二十任 | 1994年5月1日—1998年6月11日   | 陳六郎 少將     |                                                                                                  |
| 第廿一任 | 1998年6月12日—1999年7月16日  | 沈世籍 少將     |                                                                                                  |
| 第廿二任 | 1999年7月17日—2004年4月15日  | 盧台生 少將     |                                                                                                  |
| 第廿三任 | 2004年4月16日—2006年10月16日 | 陳良瀚 少將     | 將合併林口憲兵訓練中心為「憲兵學校林口分校」。                                                   |
| 第廿四任 | 2007年7月1日—2007年9月20日   | 吳應平 少將     | 後晉升憲兵司令部中將副司令、接任國家安全局特勤中心中將副指揮官、憲兵司令、憲兵指揮官等重要職務。 |
| 第廿五任 | 2007年9月21日—2013年6月30日  | 洪源在 少將     | 退伍，末代少將校長。                                                                             |
| 第廿六任 | 2013年7月1日—2014年9月       | 張文賢 上校     | 2013年3月8日憲兵學校組織規程修正，由上校出任校長。                                               |

### 中心主任、指揮官
| 歷任   | 任期時間                     | 主任姓名   | 備註                                   |
| ------ | ---------------------------- | ---------- | -------------------------------------- |
| 第一任 | 2013年7月1日—2014年9月30日   | 張文賢上校 | 組織降編為憲兵訓練中心後，首位上校主任 |
| 第二任 | 2014年10月1日—2016年12月31日 | 胥偉民上校 | 前憲兵202指揮部副指揮官                |
| 第三任 | 2016年1月1日—2017年11月30日  | 蕭時明上校 | 前憲兵指揮部後通處長                   |
| 第四任 | 2017年12月1日—               | 楊文定上校 | 前憲兵指揮部副參謀長                   |
| 第五任 | 2019年11月29日—              | 李牧真上校 |                                        |
| 第六任 | 2022年7月1日—                | 張宏寬上校 |                                        |
| 第七任 | 2023年1月1日—                | 袁昱舟上校 | 前憲兵205指揮部指揮官                  |
| 第八任 | 2023年11月15日—              | 李正義上校 | 前憲兵205指揮部指揮官                  |

## 校園環境

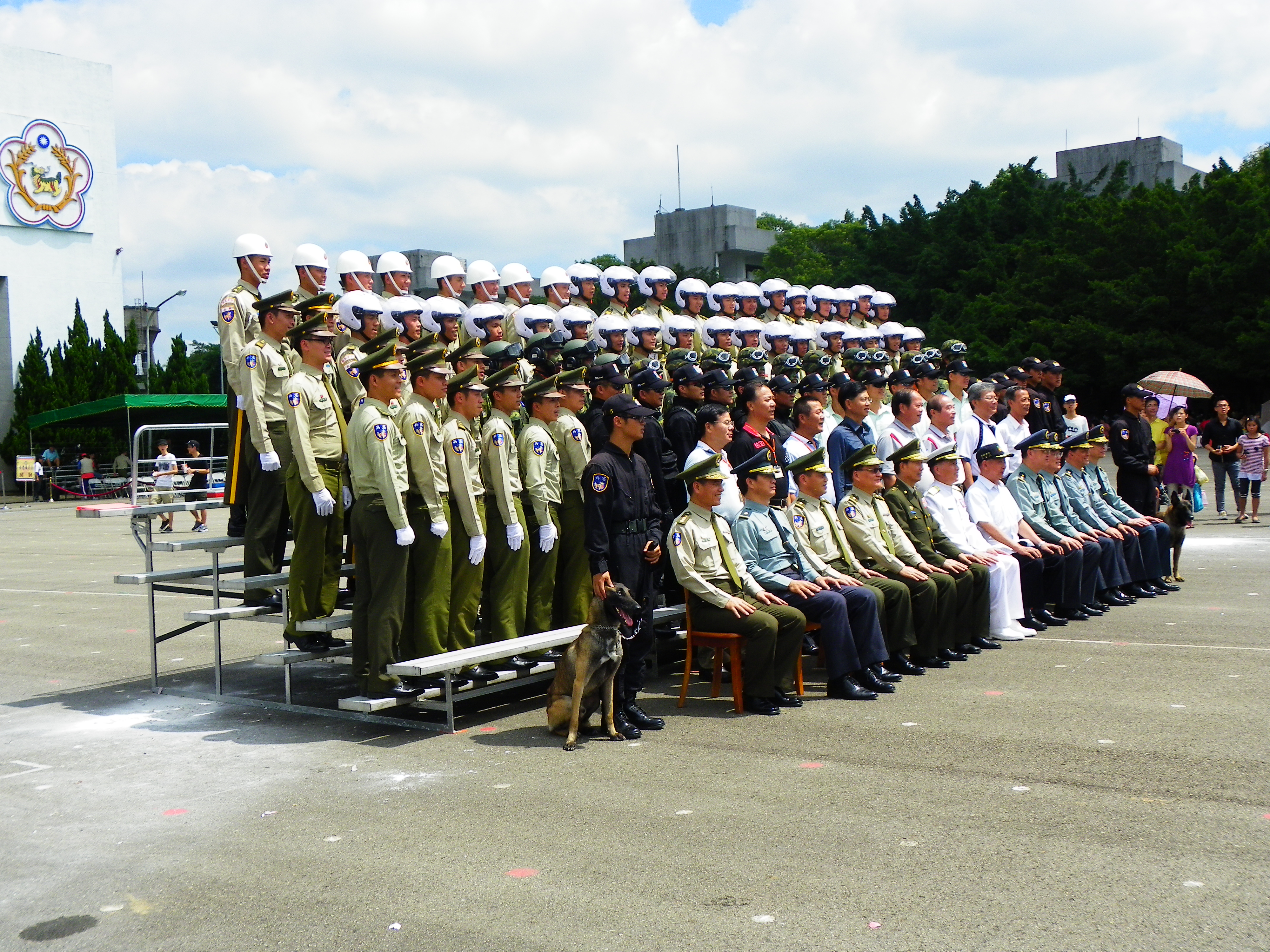
中華民國憲兵學校學生與時任國防部軍備副部長高廣圻上將合影留念

### 校本部
校本部位於新北市五股區，以培養具備領導指揮能力之憲兵軍官幹部、士官幹部為主。
- 基礎教育

教育重點在於兵器訓練、憲兵戰技、勤務指揮、法律、領導統御及判斷指揮等專業課程。
- 進修教育

包含軍官、士官正規班等班隊，以培養連、營級以上參謀為目標，重點在培養具領導統御、判斷指揮等能力及專業軍事素養之中、高階領導人才。
- 專業教育

包括刑事鑑識、戰技、狙擊手、情報、軍（司）法警察、詢問、調查及監所戒護等專精班隊，針對特殊任務所需，以培養具專業素養之憲兵幹部為主。

### 原龜山校區

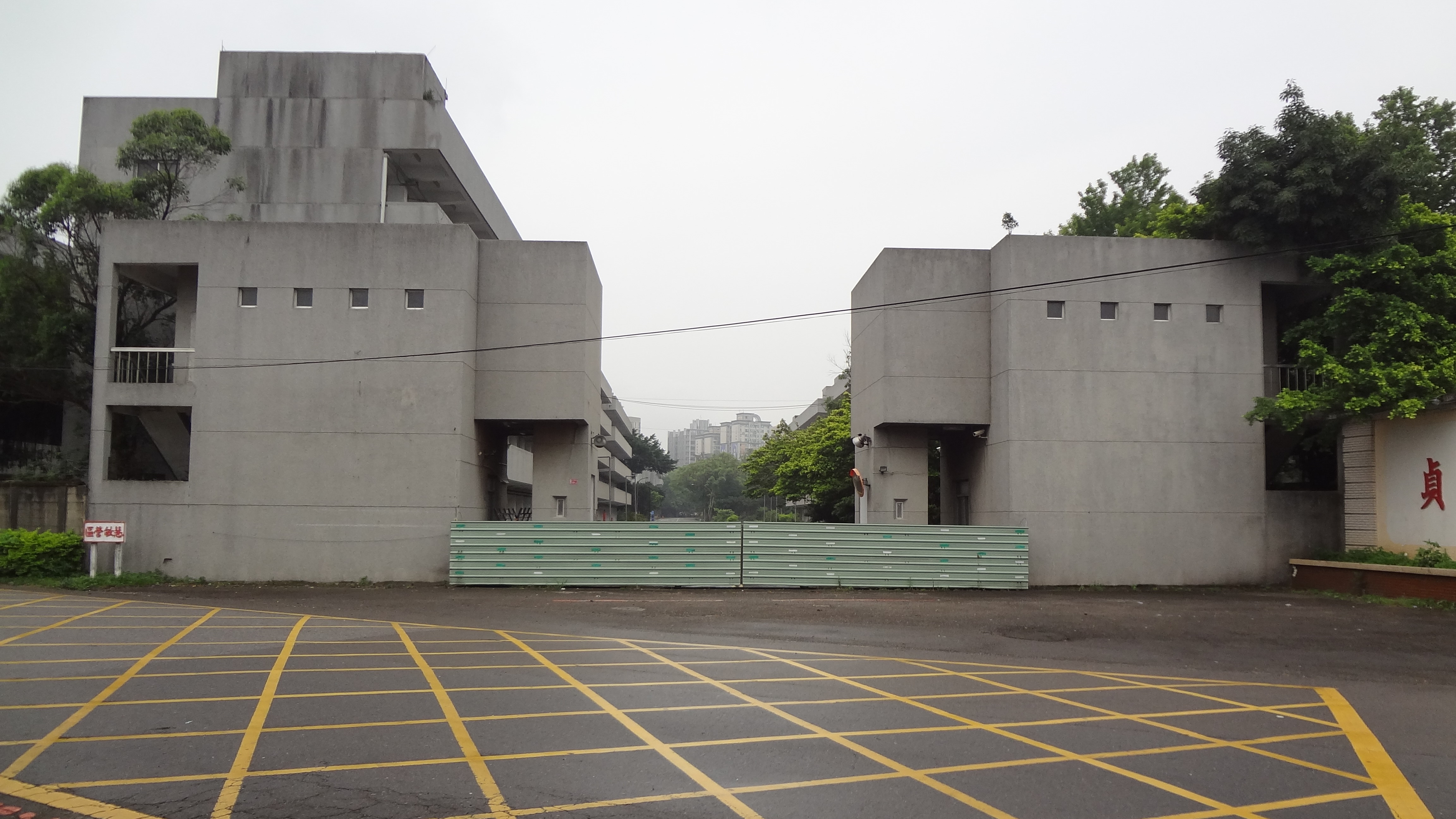
憲兵訓練中心龜山校區西大門

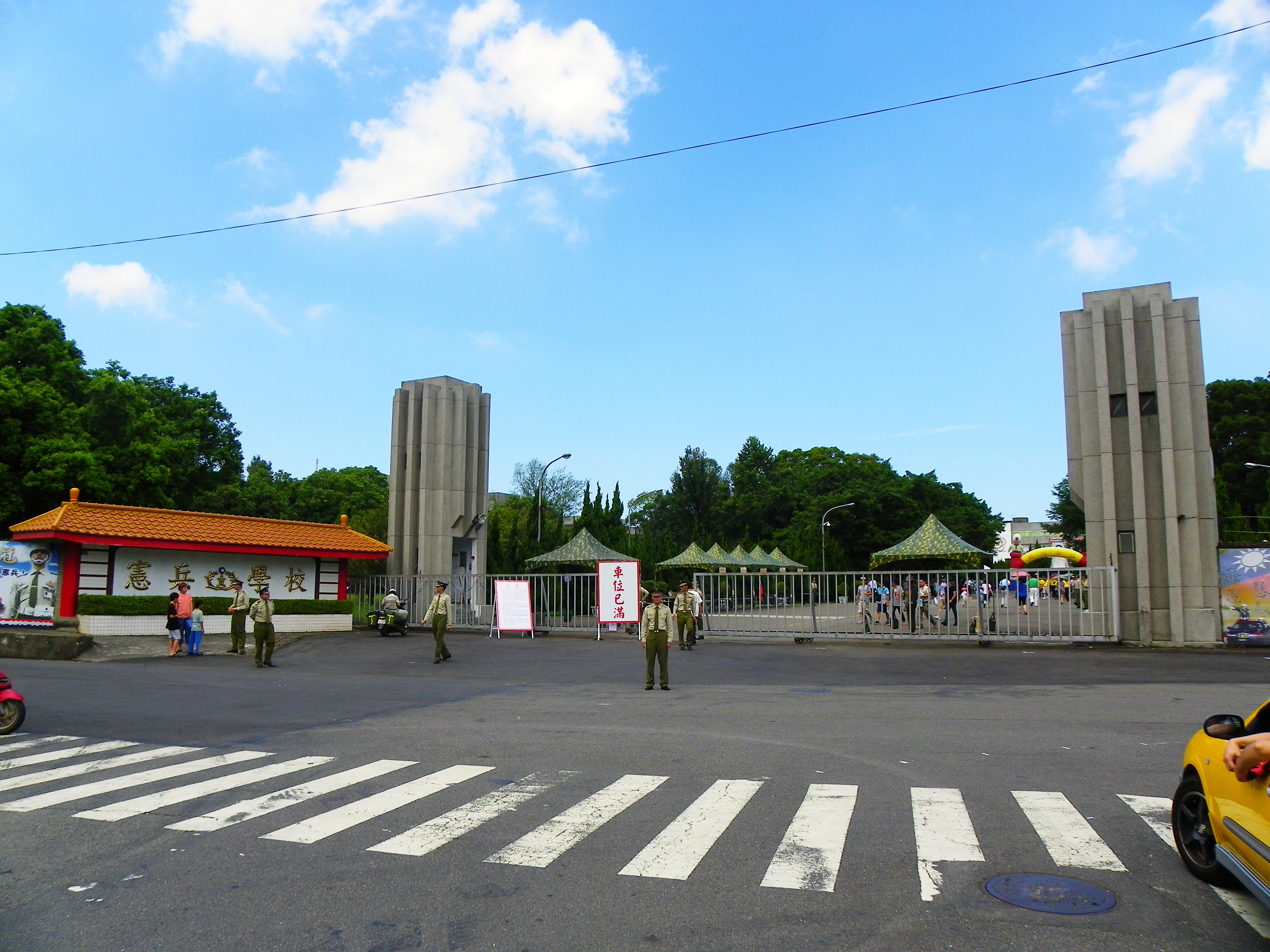
憲兵學校龜山校區南大門

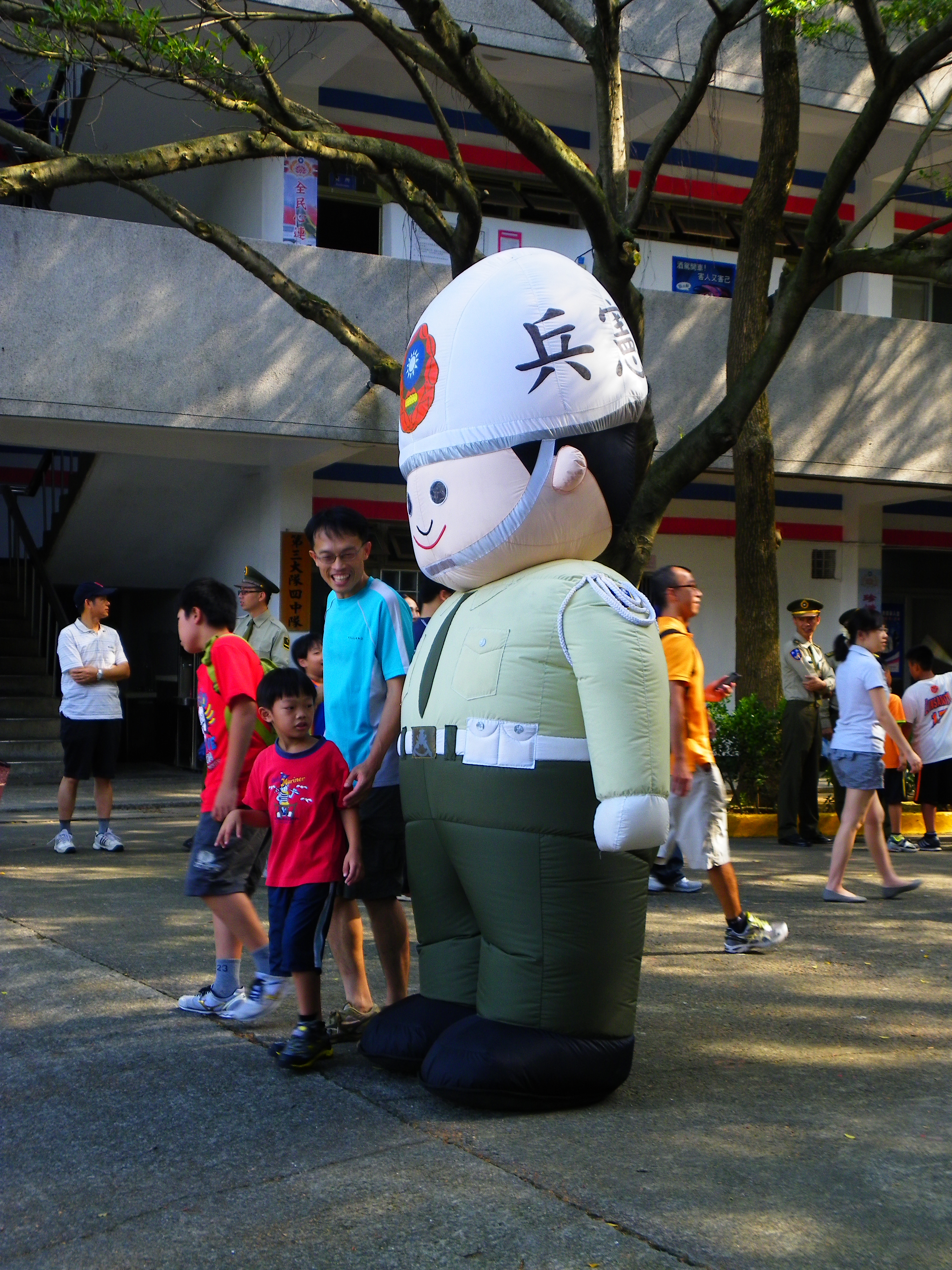
憲兵學校龜山校區開放活動，民眾與憲兵吉祥物合照。

龜山校區位於桃園市龜山區慧敏營區，本來以新兵基礎教育為主，負責培養具備憲兵專業素養之士兵為目標。西大門為後門，設於復興街，平時封閉；南大門為正門，設於文三一街與文三二街口，進入後直走看到的第一棟建築物是行政大樓。門牌號碼釘掛於後門，「慧敏營區」四字石碑立於後門左方。2015年憲兵第205指揮部進駐龜山，合駐慧敏營區。2016年9月憲訓中心陸續移防回五股校本部後，慧敏營區由憲兵第205指揮部管理與使用。
- 新兵教育

教育重點分為軍事學能與憲兵專業課程，除一般體能、憲兵戰技、槍械知識與法律條文外，還有基層連隊各項訓練、勤務執行與實務管理等相關課程。

## 附屬設施
- 憲兵學校附屬圖書館
- 憲兵學校附屬靶場
  - 五股憲兵學校靶場
    - 限制空間

  - 泰山靶場
  - 林口南勢埔靶場
- 憲兵學校城鎮戰鬥教練場

## 外部連結
- 憲兵訓練中心 （页面存档备份，存于）